# San Giovanni Teatino
San Giovanni Teatino község (comune) Olaszország Abruzzo régiójában, Chieti megyében.

## Fekvése
A megye északnyugati részén fekszik. Határai: Cepagatti, Chieti, Francavilla al Mare, Pescara, Spoltore,  és Torrevecchia Teatina.

## Története
Első írásos említése a 12. századból származik. 1894-ig neve Forcabobolina volt. A következő századokban nemesi birtok volt. Önállóságát a 19. század elején nyerte el, amikor a Nápolyi Királyságban felszámolták a feudalizmust.

## Népessége
A népesség számának alakulása:

## Főbb látnivalói
- San Giovanni a San Giovanni-templom